# Ferrolana (1848)
La Ferrolana fue la última corbeta de vela botada en el Arsenal de Ferrol en 1848, que fue terminada a fines de diciembre del mismo año.
Se construyó según los planos de la corbeta Villa de Bilbao, siendo su primer comandante el  capitán de fragata Tomás de Alvear y Ward.

## Historial
El 10 de mayo de 1849, mientras perseguía una fragata sospechosa, estuvo a punto de naufragar cerca de Cartagena, sufriendo daños en el timón y otros de menor consideración.
Participó en la escuadra compuesta por la fragata Cortés (insignia), las corbetas Villa de Bilbao, Ferrolana y Mazarredo, el bergantín Volador y los vapores de ruedas Blasco de Garay, Colón, Castilla y León, que bajo el mando del Brigadier José María Bustillo zarpó de Cádiz el 7 de enero de 1849 hacia Italia en apoyo de la Santa Sede y el papa Pío IX que había sido despojado de sus bienes por la proclamación de la República Romana y sus luchas internas de unificación en la península italiana. Dicha expedición transportaban a 4900 hombres del 3º batallón de Granaderos, 3º batallón del Rey, 1º batallón de la Reina Gobernadora, dos batallones del Regimiento San Marcial, el 7º de Cazadores de Chiclana, una compañía de ingenieros, dos baterías de artillería montada y una sección de caballería, al mando del teniente general Fernando Fernández de Cordova y de su segundo el mariscal de campo Francisco Lersundi, la expedición regresó en marzo del año siguiente, una vez restablecida la autoridad pontificia.
Bajo el mando del capitán de navío José María Quesada y Bardalonga, entre el 6 de octubre de 1849 y 8 de marzo de1852 realizó un viaje de circunnavegación para el que fue designada por real orden de 7 de julio de 1849. Partió desde Cádiz con rumbo al Cabo de Buena Esperanza, para pasar al Índico con rumbo a Manila, Macao, Wampoo, Hong Kong, Zamboauga, Batavia, Singapur, Pulo Pangang, Calcuta, Sídney, Perth,  El Callao, Guayaquil. Valparaíso, Montevideo, y finalmente Cádiz.
La escala en puertos de Sudamérica tenía como objetivo mejorar las relaciones diplomáticas con las nuevas naciones sudamericanas. Él 4 de julio de 1851 fue el primer buque español en arribar al Callao tras el combate de Ayacucho de 1824, allí, su comandante saludo al fuerte y al pabellón peruano con una salva de sus cañones y obtuvo una respuesta similar de la guarnición.
En 1853 navegó por el Mediterráneo arribando a puerto de Francia e Italia. En esa época realiza observaciones sobre la declinación del norte verdadero y magnético descubriendo un corrimiento al cero desde 22º, 45' a 22º, 22' O en el mismo Lisboa.
Pasó al Apostadero de las Antillas y en abril de 1855, donde realizó un disparo con bala sobre el vapor-correo estadounidense El dorado tras acercarse este a 10 millas del cabo San Antonio, sin que hiciera caso a las señales de la corbeta para que se detuviese para inspección.. Entre los meses de septiembre y diciembre de 1855, durante la travesía de La Habana a Veracruz, se produjo a bordo una epidemia de fiebre amarilla.
En 1856 forma parte de una escuadra junto a los vapores de ruedas Blasco de Garay y Don Antonio de Ulloa, que se presentan frente a Veracruz, México, para mostrar pabellón y apoyar una reclamación del gobierno español.
El 27 de julio de 1857, durante la Tercera Guerra Carlista, bombardeó Lequeitio, Bermeo y Mundaca junto a la corbeta Consuelo y el vapor Fernando el Católico
A finales de agosto de 1859 traslada al Brigadier José de la Gándara como gobernador de la Guinea Española a la Isla de Fernando Poo) y su capital Santa Isabel (actual Malabo).
El 7 de julio de 1860 llega a Cádiz procedente de Fernando Poo y por real orden de 9 de julio debe reemplazar a la corbeta Mazarredo en el cometido especial de escuela de aprendices navales, para lo cual se realizan en dique seco obras en sus fondos y se verifica su armamento como tal escuela de aprendices navales, dirigida por el capitán del departamento de Cádiz.
En 1862 se encuentra en Cádiz para participar de una revista naval, tras haber dado escolta a la reina Isabel II y su esposo Francisco de Asís de Borbón desde la desembocadura del Guadalquivir, hasta Cádiz.
En la composición de la Armada del año 1866 figura como buque exento de clasificación junto a la Villa de Bilbao por ser este escuela de guardiamarinas y la Ferrolana escuela de aprendices navales. En la composición de la Armada del año 1868 figura como buque de segunda clase y corbeta a vela escuela de aprendices navales. En febrero de 1869, se suprime la escuela naval a bordo de la Ferrolana. Durante la revolución cantonal, permaneció en  Cartagena donde era utilizado como buque prisión.
En noviembre de 1884 zarpa de Cádiz, con destino a Guinea con el gobernador militar de aquellas tierras y misioneras de la Inmaculada Concepción procedentes de Barcelona. Llega a Santa Cruz de Tenerife, desde donde vuelve a zarpar para verse sorprendida el 24 de noviembre por un temporal, lo que provoca que el 30 de noviembre, convencidos en Las Palmas que la Ferrolana se había hundido se celebra un responso en la catedral. Sin embargo, dos días después la corbeta entró en puerto desarbolada y haciendo aguas. Las misioneras, continuaron su viaje en la corbeta Ligera el 7 de diciembre.
En 1887 se encontraba como pontón en la estación naval de Guinea.